# 上赖兴巴赫 (巴伐利亚州)
上赖兴巴赫（德語：Oberreichenbach，發音：[ˈoːbɐˌʁaɪçn̩bax]）是德国巴伐利亚州中弗兰肯行政区埃朗根-赫希施塔特县的市镇，总面积4.83平方千米，2023年12月31日总人口为1,364人。